# S 10 (Abidos)
 S 10 (también Abidos-sur S10 ) es el nombre moderno dado a un complejo monumental funerario del Antiguo Egipto en Abidos, Egipto. La tumba pertenece a un soberano de mediados de la XIII Dinastía. Los hallazgos en las tumbas cercanas indican que S10 sufrió un extenso robo de su piedra y ajuar sancionado por el estado durante el Segundo Período Intermedio, solo unas pocas décadas después de su construcción, así como muy posteriormente durante los períodos romano y copto. Estos hallazgos también muestran que S10 se usó para un entierro real y pertenecía a un rey "Sobekhotep", que ahora se cree que es el faraón Sobekhotep IV (fl. c. 1725 a. C.). Según el egiptólogo Josef W. Wegner, que la excavó, la tumba originalmente podría haber estado coronada por una pirámide, aunque Aidan Dodson afirma que todavía no está claro si S10 era una pirámide o una mastaba.

## Descripción

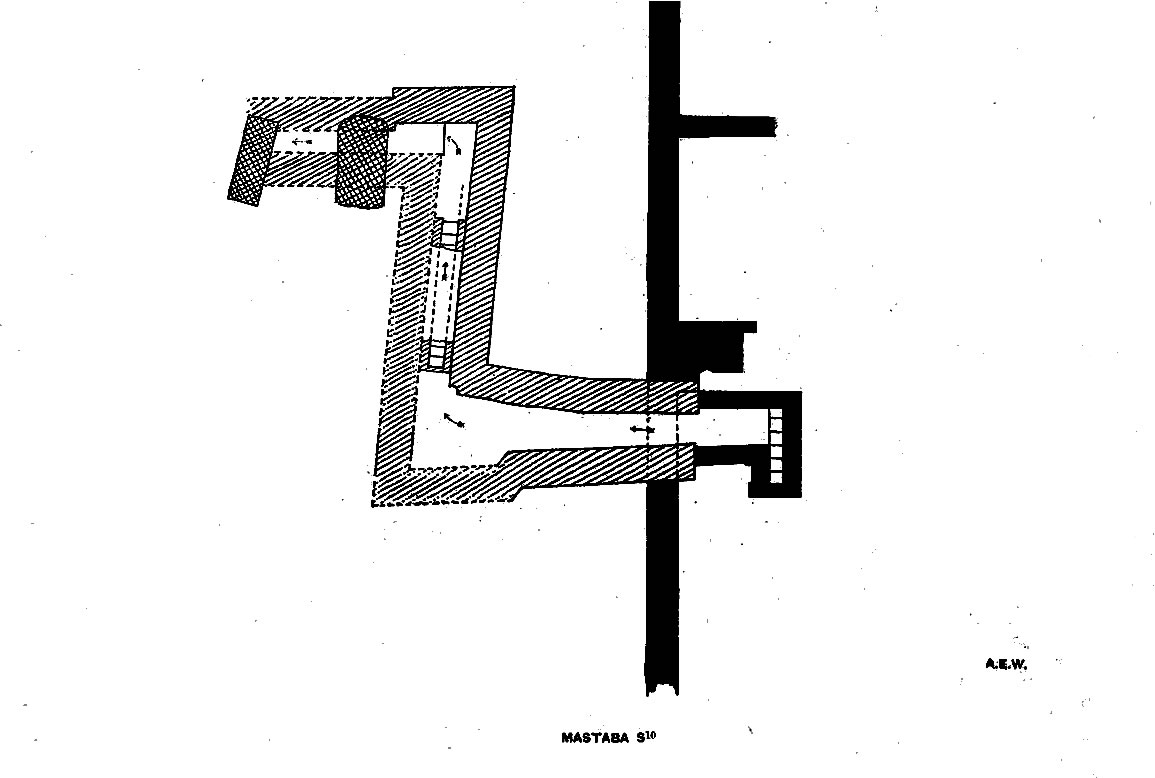
Plano de la tumba S10 de Abidos, publicado en 1904.

El complejo funerario es parte de una necrópolis real que data de finales del Imperio Medio y el Segundo Período Intermedio, que se encuentra cerca de la antigua ciudad de Wah-Sut, junto al complejo funerario mucho más grande de Senusret III de la XII Dinastía, al pie de la llamada entonces "Montaña de Anubis", una colina natural en forma de pirámide.
Fue excavado por primera vez en 1901–02 por Ayrton, Weigall y Petrie, quienes lo encontraron fuertemente saqueado y perturbado.
El complejo consta de una estructura rectangular de paredes de ladrillo de 40 x 30 m, descrita por los primeros excavadores como una mastaba, quienes sin embargo no dieron evidencia que apoye esta clasificación. En el lado norte hay una entrada a un sistema de corredores subterráneos y pavimentados con piedra caliza que conducen a la cámara funeraria que se encontró muy destruida. Excavaciones más recientes descubrieron fragmentos de un vaso canope, lo que demuestra que la tumba fue utilizada. Hay evidencia de que la tumba ya fue fuertemente saqueada en el Segundo Período Intermedio. Un enorme sarcófago de cuarcita roja (60 toneladas) extraído en El-Gabal el-Ahmar cerca del actual El Cairo, probablemente ubicado originalmente en esta tumba, fue encontrado en una tumba real posterior en la misma necrópolis (CS6). La caja canópica y el ataúd interior de cedro de la tumba S10 fueron reutilizados por el rey Senebkay para su propio entierro vecino (tumba CS9). El ataúd estaba inscrito en el exterior con los hechizos 777-785 de los Textos de los sarcófagos. Solo sobrevivieron algunas partes de los textos, pero los ataúdes con estos hechizos son típicos de finales del Imperio Medio en Abidos. En los fragmentos aparece el nombre del rey Sobekhotep.
No se encontró nada de la superestructura, pero es posible que hubiera una pirámide pequeña en la parte superior. También se encontraron varios fragmentos de una estela funeraria en el sitio, sin embargo, la estela probablemente se reutilizó en la tumba intrusiva adyacente del rey Senebkay, y ninguno de los fragmentos se encontró en su contexto. En los fragmentos de la estela aparece nuevamente el nombre Sobekhotep.

## Atribución

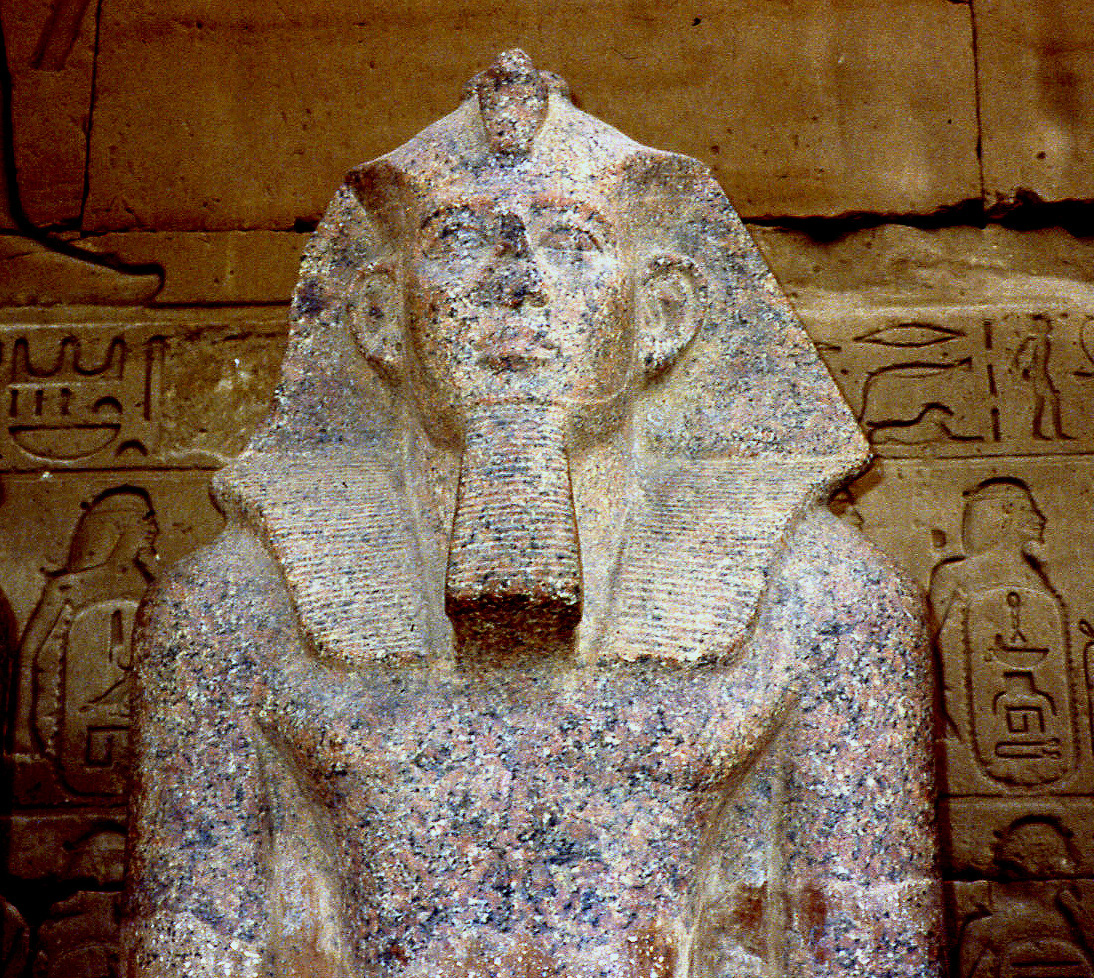
Estatua de Sobekhotep IV, para quien se construyó S10.

Desde el descubrimiento de la tumba y hasta 2015, se desconocía quién estaba enterrado aquí. Las excavaciones en 2003 y en 2014 confirmaron que la estructura fue una tumba real. En la última fecha, durante la excavación dirigida por Josef W. Wegner de la Universidad de Pensilvania, se encontró dentro del recinto, en el lado este, el fragmento de una estela funeraria con un relieve que nombraba a un rey Sobek[hotep], donde pudo existir originalmente una pequeña capilla funeraria. Mientras que en los primeros informes de prensa, publicados justo después del descubrimiento, se nombraba al rey Sobekhotep II como el posible propietario de la tumba, análisis posteriores indican que pertenecería a Sobekhotep IV.
De hecho, los fragmentos del sarcófago de madera descubiertos no solo indican una fecha tardía del Imperio Medio para la construcción de S10, sino que su tamaño significa que su propietario habría tenido que reinar durante el tiempo suficiente para completarla. Esto solo deja  a Sobekhotep III, IV y VI como posibilidades, siendo Sobekhotep IV el más probable ya que disfrutó del reinado más largo de estos tres reyes. Además, Sobekhotep IV es el único de estos reyes del que se sabe con certeza que emprendió otras obras en Abidos. Como corolario, la tumba cercana y un poco más grande S9 probablemente pertenece al predecesor y hermano de Sobekhotep IV, Neferhotep I.